# إيدسون دي
إيدسون دي (بالبرتغالية: Édson Andrade Almeida‏) هو لاعب كرة قدم برازيلي في مركز الهجوم، ولد في 14 مارس 1979 في Jacobina ‏ في البرازيل. لعب مع أتلتيكو يوفنتوس ونادي أودينيزي ونادي باسوش دي فيريرا ونادي تريزه ونادي ساو باولو.